# زبابة الفيل شمال إفريقية
زبابة الفيل شمال إفريقية أو حُدَّاد الجزائر (الاسم العلمي: Elephantulus rozeti)، نوع من زبابيات الفيل وفصيلة زبابات الفيل. توجد في الجزائر وليبيا والمغرب وتونس، وهي الوحشيات الإفريقية الوحيدة الموجودة في نطاقها.